# Федорково (Весьегонский район)
Федорково — деревня в Весьегонском муниципальном округе Тверской области России.

## География
Деревня расположена в 27 км на запад от районного центра города Весьегонска.

## История
В 1777 году в селе Федорково после пожара была возобновлена деревянная Успенская церковь с 2 престолами.
В конце XIX — начале XX века деревня входила в состав Любегощской волости Весьегонского уезда Тверской губернии. В 1859 году в деревне было 34 двора.
С 1929 года деревня являлась центром Федорковского сельсовета Весьегонского района Бежецкого округа Московской области, с 1935 года — в составе Калининской области, с 2005 года — в составе Ёгонского сельского поселения, с 2019 года — в составе Весьегонского муниципального округа. 

## Население
| 1859 | 1889 | 2010 |
| ---- | ---- | ---- |
| 223  | ↗241 | ↘13  |